# 蛇頭
蛇頭（じゃとう）とは、主に中国福建省を拠点とする密入国を斡旋するブローカー犯罪組織。またはそのネットワークの総称。英語圏ではスネークヘッド（Snakehead）と呼ばれている。

## 歴史

### 1990年代
1989年に六四天安門事件が起き、1990年から日本への集団密航が始まり、中国人による不法入国が問題になった。1993年の密航事件は9件で、ほぼ全てが福建省からの密航だった。この頃の密航は中国の漁船を密航専用の仕立船（仕立船密航）にするか、一般の貨物船に紛れ込んで密航していた。
その後、中国では1997年に香港返還が行われたが、蛇頭などの暗躍により日本への集団密航は73件に増加した。この頃になると密航の手口は巧妙化し、仕立船の国籍を台湾などに変えたり、一般の貨物船を改造して隠し部屋を作ったり、沖合いで仕立船から乗り換える（瀬取り）ための漁船を日本漁船から韓国漁船に変えたり、密航者に偽造船員手帳を持たせて堂々と上陸させたりした。
蛇頭はアメリカへの集団密航も行い、移民をボロ船に貨物のように積み込んで、福建からドバイやフランクフルトを経てワシントンD.C.まで送り込んだ（ゴールデン・ベンチャー号事件）。一説によると蛇頭の密航ビジネスは32億ドルのビジネスに成長し、福建省への海外送金は41億ドルに及んだと言う。

### 2000年代
海上保安庁が中華人民共和国公安部に密航の協同取締りを申し入れたので、2000年には密航が激減した。
2000年の密航は19件だったが、翌年はコンテナ密航や少人数密航など新しい手法が編み出され41件に回復した。中国の大連港ではコンテナ密航を防ぐために、密航防止用のFTDシールでコンテナを封印するなどいたちごっこが続いた。
しかし2002年10月に日中の連携作戦が行われ、中国からの情報を元に千葉県片貝漁港沖で中国人密航者91名、日本側受入者3名、船員5名が逮捕された。そのせいか2004年以降、日本への集団密航はほぼ無くなった。しかしアメリカでは2005年頃に蛇頭の密航ビジネスは200億ドル規模に成長したと言う。

### 2010年代
2015年頃、蛇頭はベトナムの暴力団と組んで、ベトナムやカンボジア、ミャンマーから数万人の労働者を中国に密入国させて、広東省東莞市などの工場で働かせていると言う。

## その他
1980年代初頭から中国人密入国に関与して有名になった。現在日本ばかりでなくアメリカやヨーロッパにも密入国のネットワークを構築している。一般的には組織犯罪と認識されがちであるが、その実態は、送り出し、輸送、出迎えなどに役割が分担され、各担当は繋がりがなく面識のない者同士がブローカーから請け負っていることがほとんどで、組織としての体を為していない。そのため、事件が発覚しても全容解明にいたらないことがほとんどである。
日本の海上保安庁特殊部隊SSTは蛇頭の密航船を摘発したことがあるということが確認されている。
日本人蛇頭の現在の拠点はバンコクであり、日本人を仕切る人物が存在する。中国側からの依頼を受け、運び屋を準備したり、利益を得る為に経費などを捻出したりする。また、バンコク発日本経由やヨーロッパルートの提供、同行者の手配などを行う。最近の日本人蛇頭は過去に日本、アメリカ、ヨーロッパ等で検挙されている。